# Juliet Gerrard

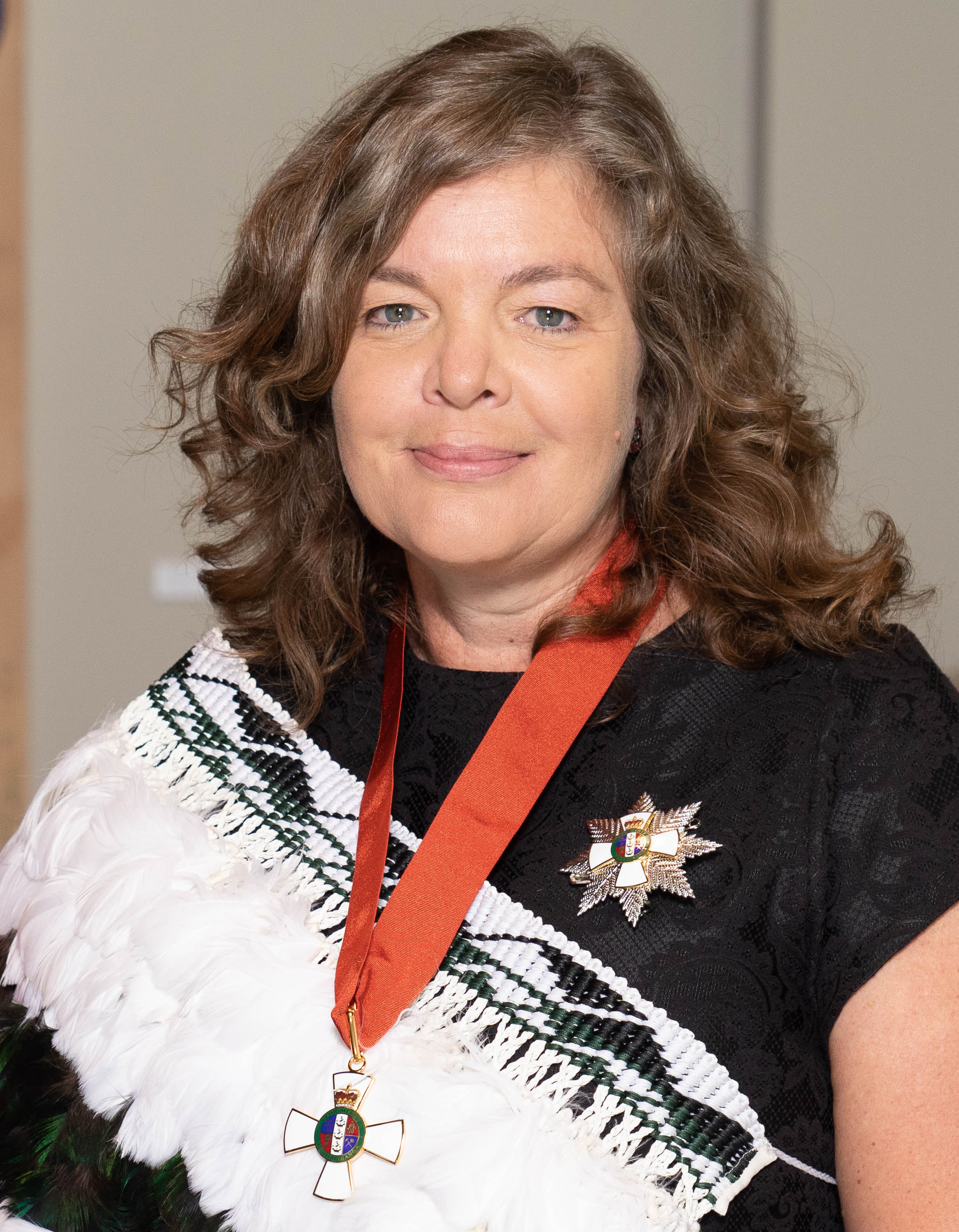
Juliet Gerrard, nach ihrer Ernennung zum DNZM für Verdienste um die Wissenschaft, im Government House, Auckland, am 22. April 2021

Juliet Ann Gerrard DNZM (* 1967 in Nottingham, England) ist eine neuseeländische Biochemikerin und Hochschullehrerin. Sie ist Professorin an der University of Auckland und wurde 2018 als erste Frau die zweite Chef-Wissenschaftsberaterin des Premierministers von Neuseeland.

## Leben und Werk

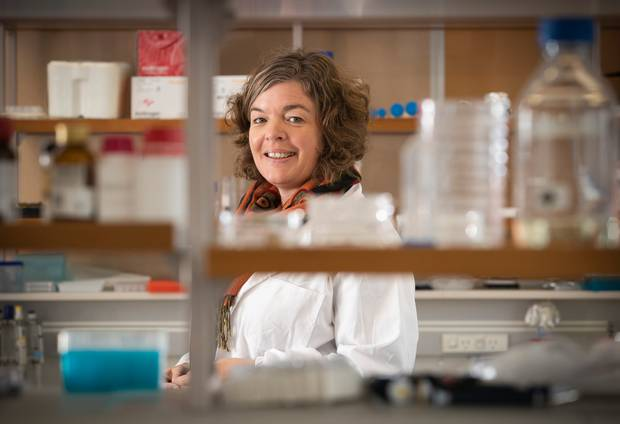
Professorin Juliet Gerrard

Gerrard studierte von 1985 bis 1992 an der University of Oxford, wo sie einen Bachelor of Arts (Honours) und einen Master of Arts erhielt und in Chemie promovierte. 1993 zog sie aus dem Vereinigten Königreich nach Neuseeland und forschte als wissenschaftliche Mitarbeiterin bis 1998 bei dem New Zealand Institute for Crop and Food Research in Lincoln. 1998 arbeitete sie als Dozentin und Direktorin an der Canterbury University und wechselte 2014 auf eine Professur an der University of Auckland.
Sie untersucht, wie die Art und Weise, wie ein Proteinmolekül hergestellt wird, seine Funktion beeinflusst. Im Jahr 2015 vermarktete sie ihre Arbeit durch die Gründung von Hi-Aspect Limited, einem Unternehmen, das sich auf die Entwicklung proteinbasierter Materialien zur Unterstützung der Hautpflege und Wundheilung konzentriert.
Sie war von 2012 bis 2016 Inhaberin eines Industry and Outreach Fellowship bei Callaghan Innovation, gründete 2015 das Start-up-Unternehmen in Wellington und war von 2012 bis 2018 Vorsitzende des Marsden Fund Council. 2018 wurde sie als Nachfolgerin von Sir Peter Gluckman zur leitenden Wissenschaftsberaterin des neuseeländischen Premierministers ernannt. 2021 wurde sie für eine zweite Amtszeit von drei Jahren erneut zur wissenschaftlichen Chefberaterin des Premierministers ernannt.
Sie ist Mitglied des New Zealand Institute of Chemistry (NZIC), des New Zealand Institute of Food Science and Technology (NZIFST), der Neuseeländischen Gesellschaft für Biochemie und Molekularbiologie (NZSBMB) und der Protein Society.
Der 2021 von der Regisseurin Shirley Horrocks erstellte Dokumentarfilm Science in Dark Times zeigt ihren Werdegang zu einer der angesehensten Wissenschaftlerinnen Neuseelands.
Am 12. Oktober 2023 betrug ihr h-Index 51.

## Ehrungen (Auswahl)
- 2012: Fellow der Royal Society of New Zealand[8]
- 2017: 150 Women in 150 Words der Royal Society Te Apārangi
- 2018: Honorary Fellow of the Royal Society of Chemistry[9]
- 2021: Dame Companion des New Zealand Order of Merit[10]

## Veröffentlichungen (Auswahl)
- Protein Nanotechnology: Protocols, Instrumentation, and Applications. Second Edition (Methods in Molecular Biology), 2013, ISBN 978-1-62703-353-4.
- mit D. G. Doak, G. S. Denyer, J. P. Mackay, J. R. Allison: Peppy: A virtual reality environment for exploring the principles of polypeptide structure. Protein Science 29(1), 2020, S. 157–168. doi:10.1002/pro.3752.
- mit L. J. Domigan: Introduction to Protein Nanotechnology. Methods in Molecular Biology, 2020, S. 1–13. doi:10.1007/978-1-4939-9869-2.
- mit H. Suzuki, D. Mahapatra, A. J. Board, P. J. Steel, J. M. Dyer, R. C. J. Dobson, C. Valéry: Sub-Ångstrom structure of collagen model peptide (GPO)10 shows a hydrated triple helix with pitch variation and two proline ring conformations. Food Chemistry 319, 2020. doi:10.1016/j.foodchem.2020.126598.